# Candeggiante
Un candeggiante è un composto chimico usato nel candeggio, ovvero la sbiancatura dei panni.
Spesso i candeggianti sono sostanze alcaline, come l'idrossido di sodio o il perborato di sodio.
Un ottimo candeggiante è anche la liscivia, ovvero cenere bollita in acqua e poi decantata.